# V Chaloupkách (Praha)
V Chaloupkách je ulice v Hloubětíně na Praze 14, která má na jihozápadě slepé zakončení u střelnice a na východě končí na křižovatce ulic Poříčanská a Cidlinská. Na ni bezprostředně navazuje komunikace pro pěší a cyklisty, prochází pod mostem, přes který vede ulice Slévačská, východním směrem k sídlišti Lehovec. Od západu do ulice postupně ústí Hloubětínská, Hostavická, dále ji protíná Litošická, Kyjská, Šestajovická, opět do ní ústí Hostavická, dále Čertouská, Vaňkova a konečně Štolmířská. Má mírně esovitý tvar.
Ulice vznikla a byla pojmenována před rokem 1930. Oblast byla osídlena již na konci 17. století, kdy tam křižovníci s červenou hvězdou založili ovčín a kolem bylo postaveno několik chalup. To dalo název této části Hloubětína a z pomístního názvu Chaloupky vychází také název ulice. V době nacistické okupace v letech 1940–1945 se německy nazývala Häuslerweg.
Ulice byla původně kratší, v roce 1996 byla prodloužena o jihozápadní úsek, který leží na východ od ulice Průmyslová a který do té doby tvořil ulici Čelákovickou.
V úseku mezi Šestajovickou a Vaňkovou je jednosměrná. Zástavbu tvoří rodinné domy se zahradami, některé úseky na jih tvoří zeleň vrchu Lehovec (původně Hlohovec). Částí ulice prochází cyklotrasy A25 a A26.

## Budovy a instituce
- Hostinec V Chaloupkách, V Chaloupkách 24/54[6]

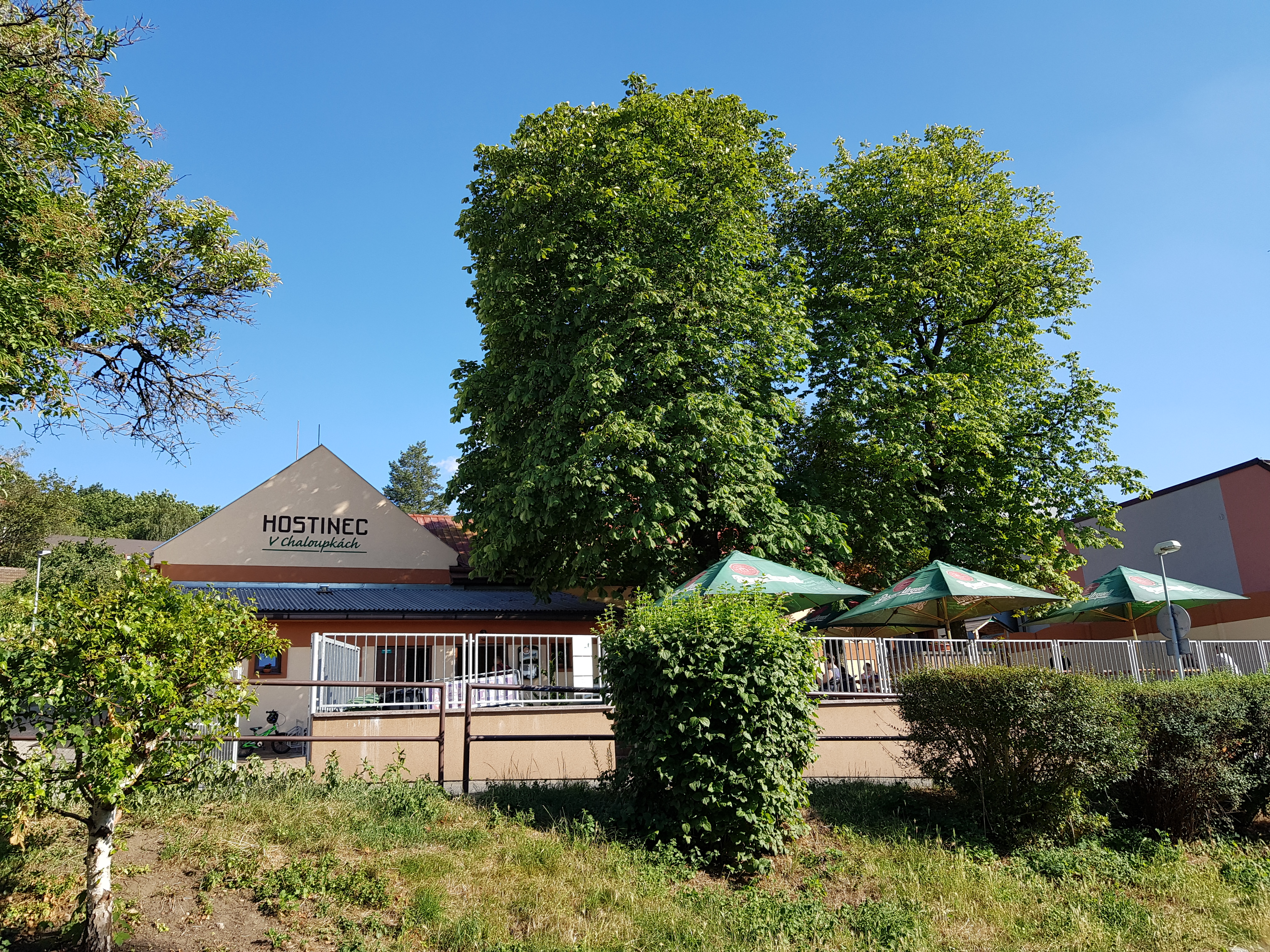
Hostinec V Chaloupkách

Nejstarší zmínka o usedlosti čp. 24 je z 10. února 1789, kdy ji vlastnila Terezie Mašková. Zdejší hostinec založil asi až František Felix někdy mezi lety 1864–1890. První písemná zmínka o hospodě je z 18. října 1896, kdy se hloubětínští sokolové dohodli, že v ní uspořádají schůzi. V minulosti byla hospoda také nazývána podle svých majitelů, byla tedy známá také jako Felixova, Hroudova nebo U Rabasů. V roce 1971 byla na budovu hostince umístěna pamětní deska, která připomínala, že tam byla v roce 1921 založena místní organizace Komunistické strany Československa. Po pádu komunismu byla deska odstraněna.